# Louis Marcel Devic
Œuvres principales
- Dictionnaire de la langue française Supplément, Emile Littré/ par M. Devic, Paris : Hachette , 1877
- Dictionnaire étymologique des mots français d'origine orientale: arabe, persan, turc, hébreu, malais, Impr. nationale , 1876 / Paris : Hachette , 1877
- Le pays des Zendjs ou la côte orientale d'Afrique au Moyen-Age : géographie, mœurs, productions, animaux légendaires d'après les écrivains arabes,  Paris : Hachette , 1883
- Une traduction inédite du Coran, Journal asiatique, Paris,  1883
- Légendes et traditions historiques de l'Archipel indien, Paris : E. Leroux , 1878
- Les aventures d'Antar fils de Cheddad: roman arabe des temps anté-islamiques, Paris : E. Leroux , 1878

Louis Marcel Devic, ou Marcel Devic, né à Peyrusse-le-Roc (Aveyron) en 1832 et mort le 15 avril 1888 à Montpellier, est un écrivain orientaliste, lexicographe et traducteur français. C'est à son érudition comme à celle d'Antoine-Paulin Pihan, tous deux arabisants et polyglottes, que les mots français d'emprunt oriental doivent leurs premiers glossaires.

## Biographie
Enfance et carrière professorale
Quoique Devic fût l'un des principaux collaborateurs d'Émile Littré (les éditions du Supplément de Littré (1876/1879) étant principalement son œuvre), on sait très peu de choses sur son enfance. D'après Michel Bréal, signataire d'une nécrologie qui lui fut dédiée par la Société de linguistique de Paris dont Devic fut membre du 19 février 1876 jusqu'à sa mort, ce dernier a fait des études au collège de Cahors, à Peyrusse, dans l'Aveyron. Après quoi, il s'est orienté d'abord vers l'étude des sciences physiques. Il a publié plusieurs leçons de cette discipline dans le Manuel général de l'Instruction primaire, leçons réunies plus tard en un volume. En 1878, il a été nommé professeur de physique à l’École normale d'Auteuil. Il a été désigné par la suite comme maître de conférences à la Faculté de Lettres de Montpellier. Devic fut aussi membre de la Société asiatique.
L'orientaliste
Élève de Caussin de Perceval, Marcel Devic doit à ce professeur arabisant et orientaliste l'amour des langues orientales. Il a appris l'arabe, l'hébreu, le persan, le turc, le malais. Et c'est probablement aux compétences puisées dans un tel plurilinguisme qu’Émile Lettré a fait appel, en 1877, pour enrichir son dictionnaire de l'apport publié dans le Supplément au Littré. La même année, ce supplément est paru chez Hachette, sous le nom Dictionnaire étymologique des mots français d'origine orientale: arabe, persan, turc, hébreu, malais. En préface, on peut lire ce qui suit :
« Le nouveau dictionnaire comprend environ sept cents articles. Le nombre des mots français dont l'origine y est recherchée s'élève à près de mille, dont les trois quarts, quelle qu'en soit l'origine, nous sont venus par l'arabe, avec ou sans l'intermédiaire des langues hispaniques, du provençal et de l'italien. »
En 1878, il publie Les aventures d'Antar fils de Cheddad: roman arabe des temps anté-islamiques, puis Légendes et traditions historiques de l'Archipel indien et Merveilles de l'Inde. Cette dernière œuvre, traduction très appréciée par les lecteurs, a été rééditée deux fois à Leyde, en 1883 et 1886. Par ailleurs, son volume de géographie orientale sur le Pays des Zendjs, paru en 1885, a été primé par l'Académie des Inscriptions.

## Principales œuvres
- Dictionnaire de la langue française. Supplément, Émile Littré, par M. Devic, Paris : Hachette , 1877
- Dictionnaire étymologique des mots français d'origine orientale : arabe, persan, turc, hébreu, malais, Impr. nationale, 1876, Paris : Hachette, 1877
- Le Pays des Zendjs ou la Côte orientale d'Afrique au Moyen Âge : géographie, mœurs, productions, animaux légendaires d'après les écrivains arabes, Paris : Hachette, 1883
- Une traduction inédite du Coran, Journal asiatique, Paris, 1883
- Légendes et traditions historiques de l'Archipel indien, Paris : E. Leroux, 1878
- Les Aventures d'Antar fils de Cheddad, roman arabe des temps anté-islamiques, Paris : E. Leroux, 1878